# 卡塔尼亚中央车站
卡塔尼亚中央车站（義大利語：Stazione di Catania Centrale），是意大利卡塔尼亚市的主要火车站。该火车站的运营方为意大利国家铁路公司。
卡塔尼亚中央车站靠近卡塔尼亚港。该火车站始建于1866年，后因墨西拿－卡塔尼亚铁路的电气化而改建。